# Дубаи опера
Dubai opera (арап. دار دبي للأوبرا) je multi-funkcionalni kulturno-ugostiteljski centar izgrađen u okviru The Opera District u centralnom delu Dubaija. Njenu izgradnju najavio je šeik Muhamed ibn Rašid el Maktum marta 2012. godine. Investiciona kompanija Emar propertis (енгл. Emaar Properties) otvorila je centar 31. augusta 2016. godine, priredivši nastup Plasidoa Dominga, španskog operskog tenora. Prvu opersku sezonu obeležila su izvođenja opere Lovci na bisere (фр. Les pêcheurs de perles) francuskog kompozitora i pijaniste Žorža Bizea i nastupi francuskog operskog pevača Hose Karerasa..
Dubai opera ima kapacitet od 2000 mesta i prostor koji se može prilagoditi koncertima i predstavama, a banket prostor se koristi za razne svečanosti i prijeme. 
Po otvaranju, Dubai opera je predstavljala prvu opersku kuću otvorenu u području Persijskog zaliva. 

## Opis
Dubai opera je deo operske oblasti u Dubaiju. Kulturno-zabavni centar građen je po dizajnu Janusa Rostoka od Aktinsa, uz pomoć projektantske kuće Theatre Projects Consultants. Upotrebom mnogobrojnih tehničkih rešenja, prostor je moguće lako prilagoditi pozorišnoj izvedbi, koncertu, bankeru ili izložbi. Uz pomoć hidrauličnih liftova i pokretnih zidova, prostor za sedenje se može prilagoditi od 900 do 2000 mesta.
Šeik Muhamed ibn Rašid el Maktum želeo je da operska kuća bude jedan od svetskih simbola kulture. Imajući u vidu koliko sam izgled utiče na prepoznavanje građevine, arhitekti su u svojim planovima pokušali da spoje moderan koncept sa arapskom tradicijom. Prilikom dizajniranja koristili su model daua, tradicionalnog plovila s jednim jarbolom. Ispod „luka” smeštena je glavna pozornica opere, orkestar i sedišta dok se u „trupu” nalazi čekaonica, taksi stajalište, parking i ostali propratni sadržaji. Na krovu opere nalazi se restoran s pogledom na Burdž Kalifu.
Januara 2015. je Emar propertis imenovao Jozefa Houpa za izvršnog direktora Dubai opere. Houp je pre ovog angažovanja bio operativni direktor londonske dvorane Albert (енгл. Royal Albert Hall of Arts and Sciences). Glavni izvođač radova bio je Consolidated Contractors Company (CCC) koji je ranije sarađivao sa Emarom na izgradnji Dubai mola.
Prema ranijoj ideji, izgradnja Dubai opere je planirano na ostrvu u okviru Dubai Krika, po idejnom rešenju britansko-iračke arhitekte dekonstruktivista Zaha Hadide. Međutim, svetska ekonomska kriza iz 2008. godine uticalo je na građevinsko tržište u Dubaiju. Prvobitna opera zamišljena je kao zdanje sa 2500 mesta, umetničkom galerijom od pet hiljada kvadratnih metara, umetničkom školom i tematskih hotelom od šest zvezdica.
U okviru opere nalazi se besplatna parking zova i ona koja se plaća, poznata kao grin (Green Parking) zona. 
Prvi emiratski izvođač koji je gostovao u Dubai operi bio je Husein Jasam. Pevač je održao svoj nastup 10. oktobra 2016. godine. Ubrzo nakon toga, u Dubai opera je uvrstila u svoj repertoar nagrađivani hit mjuzikl Les Misérables (Jadnici) rađen po istoimenom romanu Viktora Huga. Mjuzikl se u operi prikazivao tri nedelje.
Tokom 2017. godine, BBC Proms (енгл. The Proms, BBC Proms, Henry Wood Promenade Concerts) je otvorio svoju osmonedeljnu sezonu dnevne klasične muzike. Bilo je to drugi put u 112 godina dugoj istoriji ove manifestacije da se događaj organizuje van granica Velike Britanije. Veliku pažnju kod domaće publike privuklo je igranje Fantoma iz opere, krajem 2019. godine
Za manje od četiri godine postojanja, Dubai opera je osvojila brojne nagrade. Među njima su i nagrade za Najbolju pozorišnu predstavu 2017. (Les Misérables) koju dodeljuje Tajmaut Dunai najflajf advardz (енгл. Timeout Dubai Nightlife Awards), Nagrada za omiljeni šou, Nagrada za najbolju predstavu 2019. (Otelo) u dodeli Tajmaut Dubai mjuzik and najtlajf advardz. Ista manifestacija je nagradu dodelila i izvršnom direktoru Dubai opere za izvanredni doprinos na polju kulture.

## Lokacija
Opera Dubai je smeštena u Opera distriktu, osmišljenom od strane Emar propertiza 2013. godine. U blizini opere nalazi se umetničke galerije, muzeji, posebni studiji i prostori namenjeni kulturnom sadržaju. Ovde se nalaze i nekoliko hotela, prodavnica, prostor za rekreaciju i deo namenjen za privatno stanovanje kao i Burž Kalifa, najviša zgrada na svetu (maj 2020).<ref>„Emaar announces opera house project for Dubai”. Construction Week Online. 22. 3. 2012. Приступљено 12. 3. 2015.</Zaha Hadid>

## Spoljašnje veze
Медији везани за чланак Дубаи опера на Викимедијиној остави